# 28 Belona
Belona (asteroide 28) é um asteroide da cintura principal com um diâmetro de 120,9 quilómetros, a 2,36619454 UA. Possui uma excentricidade de 0,14824802 e um período orbital de 1 691,21 dias (4,63 anos).
Belona tem uma velocidade orbital média de 17,86998126 km/s e uma inclinação de 9,40138331º.
Este asteroide foi descoberto em 1 de março de 1854 por Robert Luther.
Foi batizado em honra de Belona, a deusa romana da guerra.